# ヤロン・ブルック
ヤロン・ブルック（ヘブライ語: ירון ברוק‎、英語: Yaron Brook、1961年5月23日 - 、ヤーロン・ブルックとも表記）は、アメリカ合衆国の企業家、著述家、学者である。アイン・ランドの小説およびランドの思想「オブジェクティビズム」の普及を促進する非営利組織「アイン・ランド協会」（Ayn Rand Institute）の会長兼エグゼクティブ・ディレクターを務める。

## 略歴
1961年、イスラエルで生まれる。両親は社会主義者のユダヤ人だった。16歳の時、友人から勧められてアイン・ランドの『肩をすくめるアトラス』を読んだことをきっかけに、オブジェクティビズムを信奉するようになる。1979年から1982年までイスラエル軍参謀本部諜報局で曹長を務め、1986年にイスラエル工科大学で土木工学士を取得した。1987年、米国に移住。1989年、テキサス大学オースティン校でMBAを取得し、1994年にファイナンス博士号を取得。サンタクララ大学（カリフォルニア州）で7年にわたりファイナンスの教授を務める。1998年、ロバート・ヘンダーショット（Robert Hendershott）と共に財務コンサルティング会社「BHエクイティリサーチ」（BH Equity Research）を設立し、代表取締役兼取締役会長に就任。2003年アメリカ合衆国に帰化した。

## アイン・ランド協会
レナード・ピーコフ（Leonard Peikoff）ら主導的オブジェクティビストの一員に加わったブルックは、1994年、 ライシーアムインターナショナル（Lyceum International）社の設立に携わった。ライシーアムインターナショナルは、オブジェクティビスト会議を企画・運営し、遠隔学習コースを提供する企業である。ブルックは2000年にサンタクララ大学を退職し、当時カリフォルニア州マリナ・デル・レイに本拠を置いていたアイン・ランド協会の会長兼エグゼクティブ・ディレクターに就任した。同協会は2002年にカリフォルニア州アーバインに移転し、2006年にはワシントンD.C.エリアに出張所（現所在地バージニア州アレクサンドリア）を設置した。
ブルックは、北米を中心に開催されるイベントや会議での講義や講演、多くのアメリカ合衆国の大学で講演やディベート、アメリカ合衆国の内外で開催される企業および各種団体向けのセミナー、大手紙誌やWebサイトへの論説の寄稿などを通じ、オブジェクティビズム思想を精力的に伝播している。ブルックが講演する場は、会議、専門グループ、コミュニティーグループなど様々である。金融危機の原因、資本主義の道徳性、政府の膨張の抑止など、幅広いテーマの時事問題や思想問題を、オブジェクティビズムに基いて論じている。近年は中国、オーストラリア、ブラジル 、アルゼンチン、ギリシア、アイスランド、ブルガリア、イスラエル、グアテマラ、イギリスなど世界中で講演を行っている。
ブルックは雜誌「フォーブス」（Forbes）に寄稿するコラムニストでもある。ブルックのコラムは、「ウォール・ストリート・ジャーナル」、「USAトゥデイ」、「インベスターズ・ビジネス・デイリー」（Investor's Business Daily）など多くの紙誌に掲載されている。さまざまなラジオ・テレビ番組にもゲストとして頻繁に出演している。『新保守主義：ある理想への追悼』（Neoconservatism: An Obituary for an Idea）の共著者であり、『勝利なき戦争への勝利：イスラーム全体主義に対するアメリカの自己撞着した反応』（Winning the Unwinnable War: America’s Self-Crippled Response to Islamic Totalitarianis）への寄稿者でもある。最新の著書はドン・ワトキンス（Don Watkins）との共著『自由市場革命：アイン・ランドの思想は大きい政府をどう終わらせるのか』（Free Market Revolution: How Ayn Rand's Ideas Can End Big Government）である。

## 著作
- Corporate governance: a study of director liability, firm performance and shareholder wealth, University of Texas, Austin, 1994 [thesis]
- Shareholder wealth effects of directors' liability limitation provisions, Brook, Yaron ; Rao, Ramesh K. S., Journal of Financial & Quantitative Analysis, vol. 3, 1994, 481–97
- Terrorism in Israel, Yaron Brook, The Intellectual Activist, Vol. 10, No. 4, July 1996
- The gains from takeover deregulation: Evidence from the end of interstate banking restrictions, Brook, Yaron ; Hendershott, Robert ; Darrell Lee, Journal of Finance the journal of the American Finance Association, {Malden, Mass. et al.: Blackwell}, vol. 6, 1998, 2185–204
- Do Firms Use Dividends to Signal Large Future Cash Flow Increases?, Brook, Yaron ; Charlton, William T., Jr. ; Hendershott, Robert J., Financial Management, (Tampa, Fla. : Financial Management Association International) vol. 3, 1998, 46–57
- Corporate Governance and Recent Consolidation in the Banking Industry, Brook, Yaron ; Hendershott, Robert J. ; Lee, Darrell, Journal of Corporate Finance: contracting, governance and organization, (Santa Clara U; Kennesaw State U), vol. 2, 2000, pp. 141–64
- Hype and Internet Stocks, Brook, Yaron ; Hendershott, Robert J., The Journal of Investing, vol. 2, 53–64
- "Just War Theory" vs. American Self-Defense, Yaron Brook, Alex Epstein, The Objective Standard, Vol. 1, No. 1, Spring 2006
- "The 'Forward Strategy' For Failure, Yaron Brook, Elan Journo, The Objective Standard, Vol. 2, No. 1, Spring 2007
- Brook's article on CEO compensation in USA Today
- Brook, Yaron; Watkins, Don (2012). Free Market Revolution: How Ayn Rand's Ideas Can End Big Government. New York: Palgrave Macmillan. ISBN 0230341691